# Baie Coucoucache
La baie Coucoucache est située du côté sud du Réservoir Blanc, sur la rivière Saint-Maurice, dans le territoire de La Tuque, au Québec, au Canada. Tandis que la petite baie Coucoucache est située sur la rive nord de la Rivière Vermillon (La Tuque), au sud de la grande baie Coucoucache.

## Géographie
La baie Coucoucache, située sur le Réservoir Blanc, dans la rivière Saint-Maurice, est beaucoup plus étendue, que la petite baie Coucoucache, située au sud dans la rivière Vermillon (La Tuque). Les deux baies sont intereliées par une série de lacs et de rivières, enlignés au fond d'une petite vallée, entourée de montagnes en territoire forestier. Ces principaux lacs sont (dans l'ordre, du nord au sud): l'ancien lac Coucoucache (devenu la « Grande baie Coucoucache » dans le Réservoir Blanc), Cloutier, Wikwasatiwk, Arameskananicicik, Tcipakotakan, Emirockoteak et la petite baie Coucoucache située sur la Rivière Vermillon (La Tuque).
Jadis, les Attikameks de Coucoucache, réserve indienne située au nord de la baie Coucoucache de la rivière Saint-Maurice, utilisaient cette vallée comme voie de passage d'une baie à l'autre, malgré les 11 portages requis en canots. La rivière Coucoucache coule vers le sud au fond de cette vallée.
Le niveau de l'eau de la grande baie Coucoucache est à 291 m. au-dessus du niveau de la mer. Le chemin de fer du Canadien National qui relie La Tuque et l'Abitibi, traverse la partie nord de cette petite vallée.

## Toponymie
Depuis 2004, le toponyme "Petite baie Coucoucache" (située sur la rivière Vermillon) remplace celui de « Baie Coucoucache ».